# Douglas Houghton, Baron Houghton of Sowerby
Arthur Leslie Noel Douglas Houghton, Baron Houghton of Sowerby, PC CH, (* 11. August 1898 in Long Eaton, Derbyshire; † 2. Mai 1996 in Caterham, Surrey) war ein britischer Politiker der Labour Party. Er war das letzte Mitglied des britischen Kabinetts, das im 19. Jahrhundert geboren wurde, und zudem der letzte Veteran des Ersten Weltkriegs, der im Kabinett sowie im Parlament saß.

## Frühe Jahre
Douglas Houghton kämpfte im Ersten Weltkrieg als Soldat in der Schlacht an der Somme. Nach dem Krieg bekam er eine Anstellung in der Verwaltung.

## Politische Laufbahn
Douglas Houghton propagierte die Gleichheit der Chancen und setzte sich dafür ein, dass Verwaltungsangestellte aus dem einfachen Dienst die Möglichkeit erhielten, sich durch Prüfungen zu qualifizieren, was zuvor unmöglich gewesen war. Von 1922 bis 1960 war er Generalsekretär der Inland Revenue Staff Federation, der britischen Gewerkschaft für Mitarbeiter im Öffentlichen Dienst. Von 1941 bis 1964 war Houghton Mitglied des Teams des Radioprogramms Can I help you? der British Broadcasting Corporation.
Aufgrund seiner guten Beziehungen zur Arbeiterbewegung in London und zur Labour Party wurde er 1947 Aldermann des London County Council, einer Vorgängerin des Greater London Council, und hatte dieses Amt bis 1949 inne, bis er bei einer Nachwahl für den Wahlkreis Sowerby in Yorkshire in das House of Commons gewählt wurde. Bis 1970 wurde er siebenmal wiedergewählt.
Wegen seines Verständnisses für Zahlen und durch seine Hartnäckigkeit wurde Houghton als Nachfolger von Harold Wilson Vorsitzender des Public Accounts Committee im House of Commons, nachdem Wilson 1963 Vorsitzender der Labour Party geworden war. 1964 wurde er in Wilsons Regierung Kabinettsminister und wurde ins Privy Council berufen. Im selben Jahr wurde er Chancellor of the Duchy of Lancaster mit der besonderen Aufgabe der sozialen Dienste, aber ohne eigene Abteilung. Weil er deshalb nicht effektiv arbeiten konnte, wurde er 1966 von Wilson zum Minister ohne Aufgabenbereich ernannt.
1967 schied Houghton aus der Regierung auf und wurde Vorsitzender der Parlamentarier-Gruppe der Labour Party. 1974 schied er aus dem House of Commons aus und wurde in das House of Lords aufgenommen mit dem Titel Baron Houghton of Sowerby. Dort engagierte sich Lord Houghton leidenschaftlich für den Tierschutz und hielt zu diesem Thema mehrere Reden. Kurz vor seinem Tod war er das letzte Mitglied, das noch am Ersten Weltkrieg teilgenommen hatte, und im Alter von 97 war er das Mitglied mit der längsten Verweildauer im britischen Oberhaus.